# ريتشارد غوتيرز
ريتشارد غوتيرز (بالإنجليزية: Richard Gutierrez)‏ هو عارض وممثل أمريكي، ولد في 21 يناير 1984 في بيفرلي هيلز في الولايات المتحدة.

## وصلات خارجية
- ريتشارد غوتيرز على موقع IMDb (الإنجليزية)
- ريتشارد غوتيرز على موقع ألو سيني (الفرنسية)
- ريتشارد غوتيرز على موقع ميوزك برينز (الإنجليزية)
- ريتشارد غوتيرز على موقع أول موفي (الإنجليزية)
- ريتشارد غوتيرز على موقع قاعدة بيانات الفيلم (الإنجليزية)